# Nationale 83, des objets au service de la Libération
Nationale 83, des objets au service de la Libération est une exposition temporaire présentant une sélection d’objets et de documents évoquant la libération de Belfort pendant la Seconde Guerre mondiale ainsi que les hommes et femmes ayant pris part à son organisation. Cette exposition est située au musée d'histoire de Belfort, dans le Territoire de Belfort, en France.

## Liste des œuvres
Ce chapitre liste de façon non exhaustive, les œuvres exposées durant cette exposition temporaire.
| Illustration | Titre                                                                                             | Technique/matériaux                                                  |
| ------------ | ------------------------------------------------------------------------------------------------- | -------------------------------------------------------------------- |
|              | Trousse de chirurgie (small).                                                                     | Tissu et métal                                                       |
|              | Kit de soin.                                                                                      | Tissu, verre et métal                                                |
|              | Kit de soin                                                                                       | Tissu, verre et métal                                                |
|              | Carabine USM1                                                                                     | Métal et bois                                                        |
|              | Tract de propagande allemand à destination des troupes africaines et écrit en arabe approximatif. | Imprimé                                                              |
|              | Mitrailleuse américaine Browning modèle 1919 calibre 30                                           | métal                                                                |
|              | Pistolet mitrailleur Thompson calibre 45 ACP                                                      | bois et métal                                                        |
|              | Ensemble d'explosifs avec kit de mise à feu                                                       | Métal, craies, ensemble composite                                    |
|              | Plaque de la Kommandantur de Belfort                                                              | peinture sur métal                                                   |
|              | Fanions clans des Forces françaises de l'intérieur                                                | Tissu, laiton                                                        |
|              | Ensemble de décorations et distinctions                                                           | Métal, rubans de soie                                                |
|              | Jeu de dominos des Alliés                                                                         | Papier, carton                                                       |
|              | Laisser-passer                                                                                    | Coton imprimé à l'encre rouge, épingle, formulaires papiers, Rhodoïd |